# شهرستان مشگین‌شهر
شهرستان مشگین‌شهر یکی از شهرستان‌های استان اردبیل است. این شهر بعد از مرکز استان دومین شهر بزرگ استان است. مرکز این شهرستان، شهر مشگین‌شهر است. شهرستان مشگین‌شهر با وسعت ۳۸۲۵ کیلومترمربع بزرگ‌ترین شهرستان استان اردبیل است و دارای پنج بخش و هفت شهر است و از نظر موقعیت جغرافیایی در ایران، در شمال غربی ایران و ۵۰۰ کیلومتری تهران واقع شده است و جمعیتی بالغ بر ۸۹۰۰۰ نفر را در خود جای داده است. آب و هوای این شهرستان معتدل کوهستانی است. کوه ساوالان در ۲۵ کیلومتری این شهر واقع شده است. شواهد و قرائن به دست آمده از منطقه باستانی شهریری، حکایت از تمدنی با قدمت شش هزار سال قبل از میلاد در منطقه مشگین‌شهر دارد.
مشگین‌شهر روستاهای بسیار زیادی دارد که می‌توان به روستای میرکندی و … اشاره کرد.

## جغرافیا
رودهای مهم: خیو چای - مشگین چای - اونار چای - قره سو
مناطق طبیعی: سبلان و دامنه‌های آن - پارک جنگلی – شیروان دره سی و آبشار آن- قره سو - زیستگاه‌های قاراگول-حاتم مشه سی، موئیل، آیقار، منطقه  گردشگری کپز، محوطه ایلانلی داغ، آبشار گورگور خیاوچای، هوشنگ میدانی
همچنین در بهمن ماه ۱۳۹۹ چهار اثر طبیعی دیگر شامل منطقه فسیلی دره‌تنگ و سه درخت کهنسال گردو در روستای هدف گردشگری اونار شهرستان مشگین‌شهر در فهرست آثار ملی ایران قرار گرفت.
آبگرمهای معدنی: قوتورسویی – قینرجه – ایلاندو – شابیل – موئیل سویی …

## چشمه‌های معدنی مشگین‌شهر
این شهرستان در ۹۰ کیلومتری غرب شهرستان اردبیل واقع شده است. مشگین‌شهر به جهت واقع شدن در دامنه ساوالان، از طبیعتی زیبا و آب و هوایی خنک و آب‌های معدنی فراوان برخوردار است. این شهرستان دارای ۱۰ چشمه معدنی است که به فاصله تقریبی ۱۹ کیلومتری از مرکز شهرستان مشگین‌شهر قرار دارند.

## تقسیمات کشوری
- بخش مرکزی شهرستان مشگین‌شهر
  - دهستان دشت یا مشگین مرکزی
  - دهستان شعبان یا مشگین جنوبی
  - دهستان مشگین شرقی
  - دهستان مشگین غربی

شهرها: مشکین‌شهر و قصابه و آلنی،
- بخش ارشق
  - دهستان ارشق شمالی
  - دهستان ارشق مرکزی

شهرها: رضی،
- بخش مشکین شرقی یا لاهرود
  - دهستان قره سو
  - دهستان لاهرود
  - دهستان نقدی

شهرها: لاهرود و فخرآباد،
- بخش مرادلو
  - دهستان ارشق غربی یا مشگین شمالی
  - دهستان صلوات
  - دهستان یافت

شهرها: مرادلو،

## آثار تاریخی

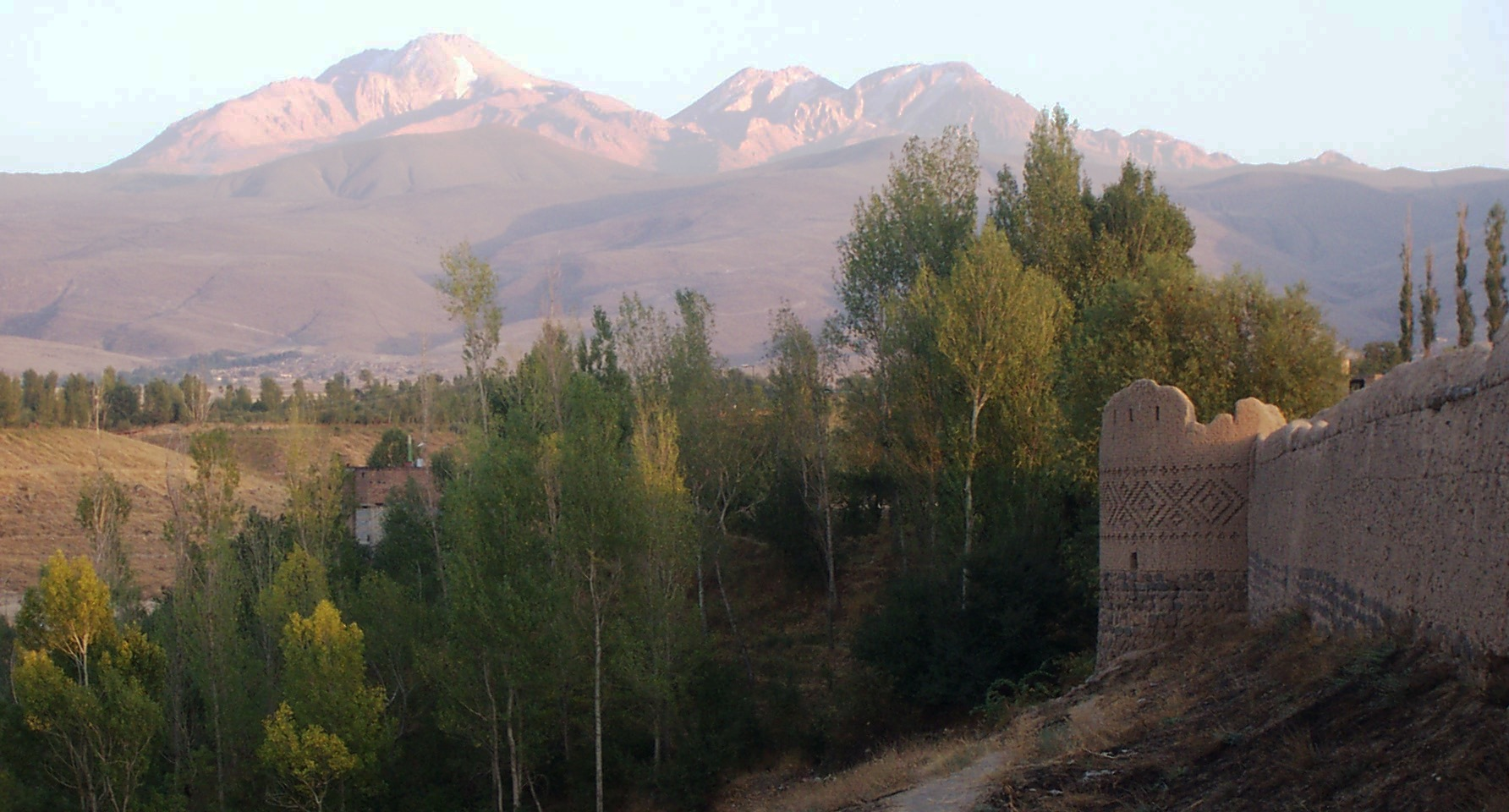
قلعه ارشق، که با نام قلعه کهنه نیز شناخته می‌شود، در مشگین‌شهر، استان اردبیل، ایران واقع شده است. در پس‌زمینه، کوه سبلان دیده می‌شود.

سنگ نبشته شاپور دوم ساسانی _ بقعه شیخ حیدر _ قلعه قهقهه _ قلعه ارشق _ کهنه قلعه و سنگ‌نبشته آن _ قزقلعه‌سی‌لنگه‌بیز _ اوغلان‌قلعه‌سی‌لنگه‌بیز _ عسگرقایاسی‌لنگه‌بیز _ کاروانسراهای قانلی بلاغ، _ قلعه قشلاق زاخور _ دیو قالاسی _ قلعه بربر _ منطقه باستانی شهریئری _ سنگ‌نگاره‌های شیخ مدی، موزه باستان‌شناسی مشگین‌شهر و ….
شهرستان مشگین‌شهر بزرگ‌ترین تولیدکننده محصولات باغی استان اردبیل و دومین تولیدکننده محصولات زراعی این استان است.
این شهرستان در سال ۴۰۰هزارتن میوه تولید می‌کند که این میوه‌ها شامل هلو و شلیل با ۷۰ هزار تن، سیب با ۱۰۰هزارتن، انگور با ۳۰ هزارتن، زردآلو با ۱۰ هزارتن، گیلاس و آلبالو با ۸ هزار تن، گلابی با ۵ هزارتن، آلو با ۱۰ هزارتن و سایر میوه‌های جالیزی و سردرختی با ۱۲۰ هزار تن می‌شود.
همچنین بیش از چندین هکتار از اراضی کشاورزی شهرستان مشگین‌شهر به کشت محصولات جالیزی مثل هندوانه اختصاص یافته است و بیشترین محصول تولیدی خیار است.
همچنین سالانه بیش از ۱۰۰هزارتن سیب زمینی و گوجه فرنگی از مزارع شهرستان مشگین‌شهر برداشت می‌شود.
تولید گندم و جو هم از قرن‌های پیش در شهرستان مشگین‌شهر رونق داشته است.
از سایر محصولات تولیدی در مشگین‌شهر می‌توان به سیر، برنج، کدوتنبل و … اشاره کرد.
همچنین در بهمن ماه ۱۳۹۹ چهار اثر طبیعی دیگر شامل منطقه فسیلی دره‌تنگ و سه درخت کهنسال گردو در روستای هدف گردشگری اونار شهرستان مشگین‌شهر در فهرست آثار ملی ایران قرار گرفت.